# Ottergem
Ottergem är en ort i Belgien.   Den ligger i provinsen Östflandern och regionen Flandern, i den centrala delen av landet, 30 km väster om huvudstaden Bryssel. Ottergem ligger 28 meter över havet och antalet invånare är 500.
Terrängen runt Ottergem är platt. Runt Ottergem är det tätbefolkat, med 427 invånare per kvadratkilometer.. Närmaste större samhälle är Aalst, 6,2 km öster om Ottergem. 
Omgivningarna runt Ottergem är en mosaik av jordbruksmark och naturlig växtlighet.